# 천문대
천문대(天文臺, 영어: observatory)는 천체를 관측, 연구하는 곳이다. 천문대는 주요 목적에 따라 위치천문학(位置天文學)을 위주로 하는 천문대와 천체물리학을 위주로 하는 천문대로 크게 나눌 수 있다.

## 목적에 따른 분류
위치천문학을 위한 천문대는 망원경 기타의 보유시설이 대체로 소규모이고, 천체물리학을 위한 천문대는 거대한 망원경을 자랑하는 대규모의 것이 많다. 두 목표를 같은 정도로 겸하여 갖는 천문대는 별로 많지 않은데, 그 예로는 영국의 그리니치 천문대, 러시아의 풀코바 천문대, 프랑스의 파리 천문대, 미국의 워싱턴 해군천문대, 오스트레일리아의 스트로믈로산 천문대, 일본의 도쿄 천문대 등을 들 수 있다.
- 위치천문학 위주의 천문대

위치천문학 관계 천문대의 망원경은 자오환을 제1로 하고, 사진천정통(寫眞天頂筒)·천정의(天頂儀)·자오의·아스트롤라베(astrolabe) 등 이외에 사진굴절 적도의에 의한 항성의 고유운동·시차(視差)·태양계 천체의 운동·인공위성 관측 등도 포함된다. 위치천문학만을 단독 목표로 하는 천문대는 표준시(標準時)의 결정·보시(保時)·보시(報時) 등의 필요에서 규모·내용의 차는 있으나 각국에 적어도 1개소는 있다.
- 천체물리학 위주의 천문대

천체물리학의 연구는 근년에 특히 두드러지게 발달해 온 분야로, 이에 대응하여 각 천체물리 천문대는 하나같이 망원경의 거대화·정밀화를 다투고 있다. 이 분야의 천문 연구에 가장 힘을 기울이고 있는 나라는 미국이며, 유럽의 여러 나라도 독자적으로 또는 국제협력의 형태로 대망원경 건설을 진척시키고 있다.

## 입지 조건
일반적인 천문대의 입지조건(立地條件)은 다음과 같다.
- 도시의 조명등화로부터 격리되어 있을 것
- 하늘의 투명도가 좋고, 대기의 흔들림이 적을 것
- 지반(地盤)이 안정되어 있을 것 등

각국이 모두 도시의 팽창·공업의 발달이 두드러지므로, 대도시의 한가운데나 근교에 있는 역사가 오래된 천문대에서는 관측이 어렵게 되었다. 1675년 이래의 전통을 갖는 그리니치 천문대는 허스트몬소로 옮겼으며, 여전히 그리니치 천문대의 이름을 유지하고 있다. 파리 천문대도 오랜 역사를 가지고 있으나 지금은 모든 돔(dome)이 텅 비어 있고 망원경은 상미셸로 옮겨졌다.

## 고대의 천문대

### 동아시아의 천문대

#### 한국의 천문대

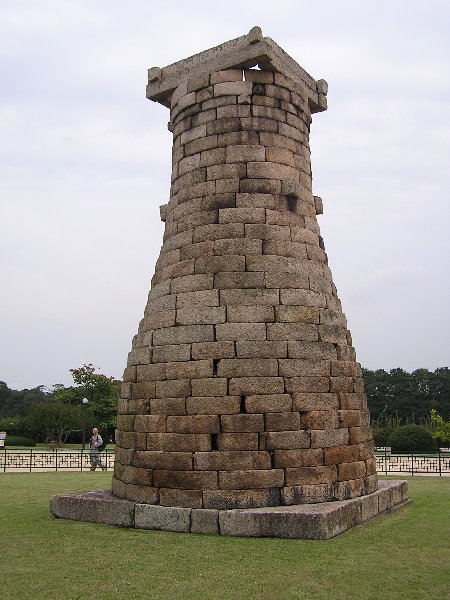
첨성대를 북쪽에서 본 모습

고대의 천문대는 대부분 주변의 건물이나 나무가 시야를 가리지 않을 정도의 높이로 거주지역 부근에 세워졌다. 주로 일관이나 역관에 의해 운영되었고, 태양과 행성, 별의 위치나 운행, 혜성, 유성 등 천체의 모양을 관측하여 보고하였다.
- 참성단 - 마니산 정상에 있는 제단으로, 고조선 시대에 세워졌다고 전해진다. 조선 시대에는 천문관측이 이루어지기도 했다.
- 첨성대 - 선덕여왕 때에 세워진 천문대
- 관천대 - 조선 시대의 천문대. 천문대 위에 대가 있어 관측기구를 설치하였다. 비교적 작은 크기의 관천대가 현재 창경궁과 현대그룹 본사 앞에 놓여 있다.
- 대간의대 - 경복궁 경회루 북쪽에 세워진 대형 천문대.

##### 조선시대의 천문관측기구
조선 시대에는 천문에 관한 연구가 활발하였으며, 세종 이후로 다양한 천문.기상관측기구가 개발되었다.
- 천상열차분야지도
- 간의
- 혼천의
- 일정성시의
- 앙부일구
- 풍기대
- 측우기

#### 캄보디아의 천문대
- 앙코르와트

### 유럽의 천문대
- 스톤헨지 - 영국의 고대 천문대. 놓여있는 돌들이 일년 중의 절기를 표시하고 있다.

### 아메리카의 천문대
- 달의 피라밋

### 아프리카의 천문대
- 아부심벨 사원 - 이집트의 천문대이다.

## 현대의 천문대
현대의 천문대는 주로 천체망원경, 전파망원경 등 광학기기를 중심으로 운영되며, 대부분 대기가 안정되고 기상여건이 좋은 산 정상 부근에 세워진다. 비행기 내부나 인공위성을 이용하기도 한다.

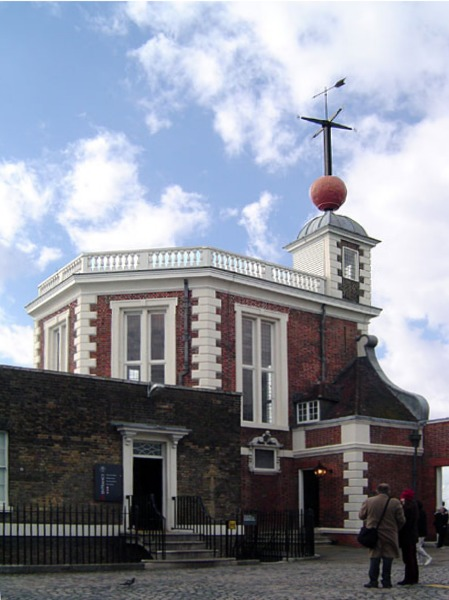
영국 왕립 그리니치 천문대

### 한국의 연구용 천문대
- 보현산 천문대(한국천문연구원) - 경북 영천시 소재.
- 소백산 천문대(한국천문연구원)
- 레몬산 천문대 (한국천문연구원)
- 충북대학교 천문대

#### 국공립 천문대
- 충주고구려천문과학관 - 충청북도 충주시 소재.
- 별마로천문대 - 강원특별자치도 영월 소재.
- 김해천문대 - 경상남도 김해 소재.
- 대전 시민 천문대 - 대전광역시 소재.
- 비룡천문대 - 대전광역시 소재, 대전동신과학고등학교 부설.
- 보현산 천문과학관 - 경상북도 영천시 소재.
- 제주별빛누리과학공원 - 제주특별자치도 제주시 소재.
- 서귀포천문문화과학관 - 제주특별자치도 서귀포시 소재.
- 순천만 천문대 - 전라남도 순천시 소재.
- 정남진 천문과학관 - 전라남도 장흥군 소재.
- 곡성 섬진강 천문대 - 전라남도 곡성군 소재.
- 남원항공우주천문대 - 전라북도 남원시 소재
- 국토정중앙천문대 - 강원특별자치도 양구 소재.
- 칠갑산 천문대 - 충청남도 청양군 소재
- 영양 반딧불이 천문대 - 경상북도 영양군 소재
- 무주 반디별 천문대 - 전라북도 무주군 소재
- 부안청림천문대 - 전라북도 부안군 소재
- 조경철천문대 - 강원특별자치도 화천군 소재
- 부산시민천문대(구 금련산천문대) - 부산시 수영구 소재
- 천안홍대용과학관 - 충청남도 천안시 소재.
- 밀양아리랑우주천문대 - 경상남도 밀양시 소재

#### 사설 천문대
- 송암스페이스센터 - 경기도 양주 소재.
- 세종 천문대 - 경기도 여주 소재.
- 어린이천문대 - 경기도 일산 소재.
- 중미산 천문대 - 경기도 양평 소재.
- 안성 천문대 - 경기도 안성 소재.
- 나일성 천문관 - 경북 예천 소재.
- 만행산 천문체험관
- 광양 해달별 천문대 - 광양시 봉강면 조령리 소재.
- 제천 별새꽃돌 과학관 - 제천시 봉양읍 소재.

### 세계의 천문대
- 그리니치 천문대
- 조드럴 뱅크 천문대
- 아레시보 천문대
- 마우나케아 천문대 - W. M. 켁 천문대
- 쯔진산 천문대
- 라 실라 천문대
- 라스 캄파나스 천문대
- 스핑크스 천문대
- 우주 망원경

## 같이 보기
- 망원경

## 참고 문헌
- 이 문서에는 다음커뮤니케이션(현 카카오)에서 GFDL 또는 CC-SA 라이선스로 배포한 글로벌 세계대백과사전의 내용을 기초로 작성된 글이 포함되어 있습니다.